# Red Deer (Canada)
Red Deer è una cittadina canadese della provincia dell'Alberta situata lungo il corso dell'omonimo fiume, all'interno del Corridoio Calgary-Edmonton ed equidistante dalle due principali città della regione (Edmonton e Calgary); la città è sede di importanti strutture per lo sfruttamento petrolchimico, oltre che mercato di prodotti agricoli.

## Geografia fisica

### Territorio
Red Deer è situata lungo il fiume Red Deer, da cui prende il nome.

### Clima
Red Deer ha un clima Continentale umido, tendente al semi-arido. La temperatura più alta mai registrata a Red Deer è stata di 37,2 °C. La temperatura più fredda mai registrata è stata di -50,6 °C.

## Origini del nome
La tribù dei Cree chiamò il fiume lungo cui sorge red deer Waskasoo Seepee, che si può tradurre in "fiume wapiti". I commercianti britannici tradussero il nome come "Red Deer River", poiché confondevano i wapiti con i cervi rossi europei. Più tardi, i coloni dell'area chiamarono la loro comunità come il fiume.

## Storia
Prima dell'insediamento degli europei, l'area era abitata da varie tribù indigene, tra cui i piedi neri, i Cree e gli Stoney. Commercianti di pellicce europei cominciarono ad attraversare l'area nel tardo diciottesimo secolo.
Un sentiero tracciato dai popoli indigeni collegava il Montana attraverso il Bow river vicino Calgary e giungeva fino a Fort Edmonton. Circa a metà strada tra Calgary ed Edmonton, il sentiero attraversava il fiume Red Deer in un punto in cui le sue acque sono molto basse, e il fondale ricoperto di sassi; tale attraversamento era usato dai popoli nativi delle First Nations e dai bisonti sin dai tempi antichi. L'attraversamento, oggi conosciuto come Red deer crossing, è situato circa sette chilometri a monte dell'odierna città di Red Deer.
Con lo stabilirsi a Fort Calgary della Polizia a cavallo del Nord Ovest nel 1875, il traffico aumentò lungo quello che era a quel tempo conosciuto come il Calgary and Edmonton Trail. Dopo l'arrivo della Canadian Pacific Railway a Calgary, il traffico lungo il sentiero aumentò notevolmente. In corrispondenza dell'attraversamento del fiume Red Deer furono costruiti uno spaccio ed una fermata della ferrovia, ed uno stanziamento permanente cominciò a svilupparsi intorno ad esso.
Durante la Ribellione del Nord-Ovest del 1885, la Milizia Canadese costruì il Fort Normandeau. Il forte fu più tardi preso dalla polizia a cavallo canadese, che lo utilizzò fino al 1893.
Con la decimazione dei bisonti dovuta alla caccia, le tribù aborigene per i quali questi animali costituivano fonte di cibo, vestiti e riparo, subirono anch'esse un declino. Le terre fertili attorno al fiume Red Deer attirano fattori e ranchers.
Il primo treno da Calgary ad Edmonton attraversò Red Deer nel 1891.

## Monumenti e luoghi d'interesse
Alberta Sports Hall of Fame
L’Alberta Sports Hall of Fame è adiacente alla Queen Elizabeth II Highway (Highway 2) ed al Greater Red Deer Visitor Centre.
Canyon Ski Resort
Il Canyon Ski Resort è situato 7,5 km ad est di Red Deer.
Enmax Centrum
L'Enmax Centrum ospita eventi sportivi, concerti, fiere e convegni.
G.H. Dawe Community Centre
Il G.H. Dawe Community Centre, dalla superficie di 12000 m², è utilizzato anche dalla G.H. Dawe Community School, dalla Red Deer Public Library (che ha qui una delle sue succursali), dalla G.H. Dawe Centre Recreation Facility e dalla St. Patrick's School.
Greater Red Deer Visitor Centre
Il Greater Red Deer Visitor Centre è situato in adiacenza alla Queen Elizabeth II Highway (Highway 2) e alla Alberta Sports Hall of Fame.
Recreation Centre
Il Recreation Centre, una vecchia struttura rimodernata, è dotata tra le altre cose di piscine al coperto ed all'esterno, saune e vasche d'acqua calda.
Red Deer Museum + Art Gallery
Situato nei pressi del Recreation Centre, al centro di Red Deer, il Red Deer Museum ha una esibizione permanente che racconta la storia della regione, ed esibizioni temporanee che cambiano più volte all'anno. In questo luogo si svolgono anche numerosi programmi educativi per adulti e bambini.
Waskasoo Park
Il Waskasoo Park si sviluppa attraverso Red Deer: dalle sue periferie a sudovest attraversa il cuore della città fino al nordest lungo il fiume Red Deer. Il parco include oltre 80 km si sentieri multiuso per biciclette, pattini, cavalcate, sci di fondo e camminate. Questo parco è una delle ragioni per cui Red Deer è anche conosciuta come "Park City".
Westerner Exposition Grounds
Il Westerner Exposition Grounds ospita eventi quali Agricon e Westerner Days. Westerner Days si svolge all'inizio di luglio ed include un rodeo, una fiera, una esibizione ed altri eventi.

## Società

### Evoluzione Demografica
La popolazione di Red Deer, secondo il censimento municipale del 2016, era di 100.418 persone,, con una diminuzione dell'1% rispetto al censimento del 2015.

## Infrastrutture e trasporti
La città è servita dal Red Deer Regional Airport.
La Red Deer Transit fornisce trasporto tramite autobus attraverso la città.